# Conejos Indijanci
Conejos /Sp. = 'zečevi,/ malena banda Diegueño Indijanaca nekada naseljeni na ili blizu rezervata Capitan Grande nedaleko San Diega u Kaliforniji. Godine 1883. bilo ih je svega 80. Nešto potomaka možda još imaju na rezervatu Capitan Grande. 
Ne smiju se pobrkati s istoimenim plemenom Conejo u području Trans-Pecosa u Teksasu i Meksiku.

## Vanjske poveznice
- Slika: Los Conejos Indians Sebastiano LaChupa